# Miroslav Antonov
Miroslav Budinov Antonov (in bulgaro Мирослав Будинов Антонов?; Montana, 10 marzo 1986) è un calciatore bulgaro, attaccante dell'Union Gschwandt.

## Carriera
Ha giocato nella massima serie bulgara.